# Mbanza-Ngungu
Mbanza-Ngungu (anciennement Thysville) est une localité du Kongo Central en république démocratique du Congo, située le long de la ligne de chemin de fer Matadi-Kinshasa dont elle est la principale étape. Avec près de 100 000 habitants, elle est la troisième ville de la province du Kongo-Central.

## Environnement

### Géographie
La ville est située dans une région de collines et de vallons; un belvédère y culmine à 785 mètres d’altitude. Anciennement localité touristique, des grottes connues pour un poisson aveugle sans pigment se trouvent à proximité. En raison de son altitude élevée, Mbanza-Ngungu présente un climat tropical frais et humide. Elle est localisée à 154 kilomètres de Kinshasa, 234 km de Matadi et 34 km de Kisantu.

## Histoire
Une des nombreuses grottes abrite aussi un cimetière où est enterré un chef noble, du nom de Mdombolozi Finzolwa, né en 1684.
La ville est anciennement connue sous le nom de Sona Qongo avant 1904, et ensuite Thysville (d'après Albert Thys).
La mutinerie des soldats africains en 1960 face à leurs officiers belges quelques jours après l’indépendance joua un grand rôle dans la Crise congolaise.
En juin 2013, la localité se voit conférer le statut de ville, constituée de deux communes : Ngungu et Noki. Ce statut n'est pas maintenu lors de la réforme administrative mise en place en 2015.

## Population
Le recensement de la population date de 1984, l'accroissement annuel est estimé à 2,61 en 2012,.
| 1950    | 1984   | 2004   | 2012    |
| ------- | ------ | ------ | ------- |
| 7 875 . | 44 782 | 82 466 | 101 336 |

## Éducation
La ville est le siège de l'institution privée Université Kongo, il y a aussi l'une des grands institut supérieur du pays : Institut Supérieur Pédagogique de mbanza ngungu. 

## Économie
Outre le fait que la ville abrite une importante base militaire, elle possède aussi une industrie ferroviaire.
Son climat tropical frais et humide permet certaines cultures maraîchères tempérées telles que notamment la fraise.